# Frederick Carlton Weyand
Frederick Carlton Weyand, ameriški general, * 15. september 1916, Arbuckle, Kalifornija, † 10. februar 2010, Honolulu, Havaji.